# Скворцов, Владимир Александрович
Владимир Александрович Скворцов (1960, село Прохладное, Надеждинский район, Приморский край, РСФСР, СССР — 22 августа 2011, СИЗО-1, Владивосток, Приморский край,  Россия) — советский и российский преступник: серийный убийца, насильник и грабитель, совершивший в 1979 году и в период с 1998 по 2005 год серию из пяти убийств на территории Надеждинского района Приморского края. Три убийства были сопряжены с изнасилованиями и истязаниями, благодаря чему Скворцов получил прозвище «Приморский Чикатило». До суда Скворцов не дожил — покончил с собой в тюрьме, где отбывал наказание за другие преступления.

## Биография

### Юность и первое убийство
Владимир Скворцов родился в 1960 году на территории Приморского края. Детство и юность провёл в социально благополучной обстановке. В школьные годы Скворцов ничем не выделялся среди сверстников и не был замечен в проявлении девиантного поведения. После окончания школы в 1978 году Скворцов был призван на срочную службу в ряды Советской Армии. Спустя год он совершил первое убийство — в ходе драки нанёс фатальные травмы сослуживцу, который впоследствии скончался. Военный трибунал приговорил Скворцова к 8 годам лишения свободы, которые он полностью отбыл. После освобождения вернулся в родное село, женился на местной девушке, которая уже имела двух детей. В конечном итоге брак распался, и вскоре Скворцов был женат второй раз на женщине по имени Людмила, которая в 1992 году родила ему ребёнка. По воспоминаниям Людмилы Скворцовой, Владимир обладал гиперсексуальностью и пользовался успехом у представительниц женского пола. Скворцов не был официально трудоустроен и подрабатывал на жизнь частным извозом. Серьёзно увлекался охотой. Большинство друзей и знакомых характеризовали его крайне положительно. После разоблачения Скворцова в серийных убийствах многие односельчане не могли поверить в его виновность.
В 2006 году Скворцов был арестован по обвинению в совершении изнасилования и нападения, сопряжённого с разбоем, после чего вновь был осуждён и приговорён Приморским краевым судом к 15 годам тюремного заключения.

### Серия убийств
С 1998 по 2005 год Скворцов совершил 4 убийства.
Второе убийство произошло в 1998 году. Жертвой Скворцова стала его 18-летняя падчерица,  дочь его бывшей жены. Скворцов на почве личных неприязненных отношений ударил её обухом топора по голове, а затем зверски убил, изрезав ножом. Позднее на трупе насчитали свыше 60 колото-резаных ран. После совершения убийства Скворцов с целью сокрытия следов и улик преступления избавился от тела, и вскоре убитую объявили пропавшей без вести. Скворцов же в это время разыгрывал роль убитого горем отчима, безуспешно пытающегося помочь миллиционерам в поисках девушки.
В период с 2004 по 2005 год Владимир Скворцов совершил серию из ещё трёх убийств женщин в возрасте от 18 до 24 лет, продемонстрировав выраженный ему образ действия. Своих жертв Скворцов искал, разъезжая по Надеждинскому району на собственном автомобиле марки «УАЗ». На автотрассе он останавливался у голосующих девушек, предлагая им подвезти их до Владивостока или в районный центр Вольно-Надеждинское, а согласившихся увозил в безлюдные места, где совершал на пассажирок нападение. В ходе нападения он подвергал их изнасилованиям и пыткам, а затем убивал, демонстрируя особую жестокость — одной из жертв он нанёс десятки ножевых ранений, другую облил бензином и поджёг, пока она была ещё жива. У мёртвых он забирал деньги и вещи, представляющие материальную ценность. Трупы жертв прятал в лесных массивах. По некоторым данным, также Скворцов подвергал тела убитых постмортальным манипуляциям, в том числе вступая с ними в половую связь.

### Следствие и смерть
В июле 2010 года следователи решили вновь изучить уголовные дела прошлых лет, в том числе исчезновение падчерицы Скворцова в 1998 году и трёх девушек в 2004 и 2005 годах, после чего им удалось выйти на маньяка, и Скворцов, отбывавший наказание в тюрьме, был вызван на допрос. В ходе серии допросов он полностью признал свою вину и на следственных экспериментах показал место сокрытия тел жертв, а также раскаялся в содеянном. 17 августа 2011 года Приморский краевой суд признал его виновным в четырёх убийствах, однако до приговора Скворцов не дожил. В ночь с 21 на 22 августа он повесился на верёвке в одиночной камере следственного изолятора, свив из неё петлю и привязав к оконной решётке. Утром его труп был найден во время обхода. Уголовное дело было закрыто в связи со смертью обвиняемого.